# Mäfällingen
Mäfällingen är en sjö i Dals-Eds kommun i Dalsland och ingår i Göta älvs huvudavrinningsområde. Sjön har en area på 0,26 kvadratkilometer och ligger 132,1 meter över havet.

## Delavrinningsområde
Mäfällingen ingår i det delavrinningsområde (654943-127249) som SMHI kallar för Mynnar i Husetjärn. Medelhöjden är 156 meter över havet och ytan är 4,6 kvadratkilometer. Räknas de 7 avrinningsområdena uppströms in blir den ackumulerade arean 38,33 kvadratkilometer. Getbroälven som avvattnar avrinningsområdet har biflödesordning 4, vilket innebär att vattnet flödar genom totalt 4 vattendrag innan det når havet efter 285 kilometer. Avrinningsområdet består mestadels av skog (83 procent). Avrinningsområdet har 0,69 kvadratkilometer vattenytor vilket ger det en sjöprocent på 15 procent.